# Поліщук Володимир Петрович (журналіст)
Володимир Петрович Поліщук (нар. 4 вересня 1963, Львів) — український журналіст, полковник міліції, прессекретар ДП «Документ» (2013—2020), начальник управління зв'язків із громадськістю МВС України (2011—2013), Заслужений журналіст України. З березня 2022 року по 4 вересня 2023 року — офіцер Збройних сил України, військовий журналіст, з 2013 по 2020 і з 2023 — прессекретар ДП «Документ», з 2024 року - головний спеціаліст в одному з головних управлінь Міністерства оборони України.

## Освіта

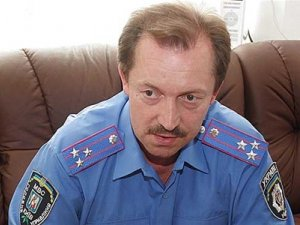
Полковник міліції Володимир Поліщук

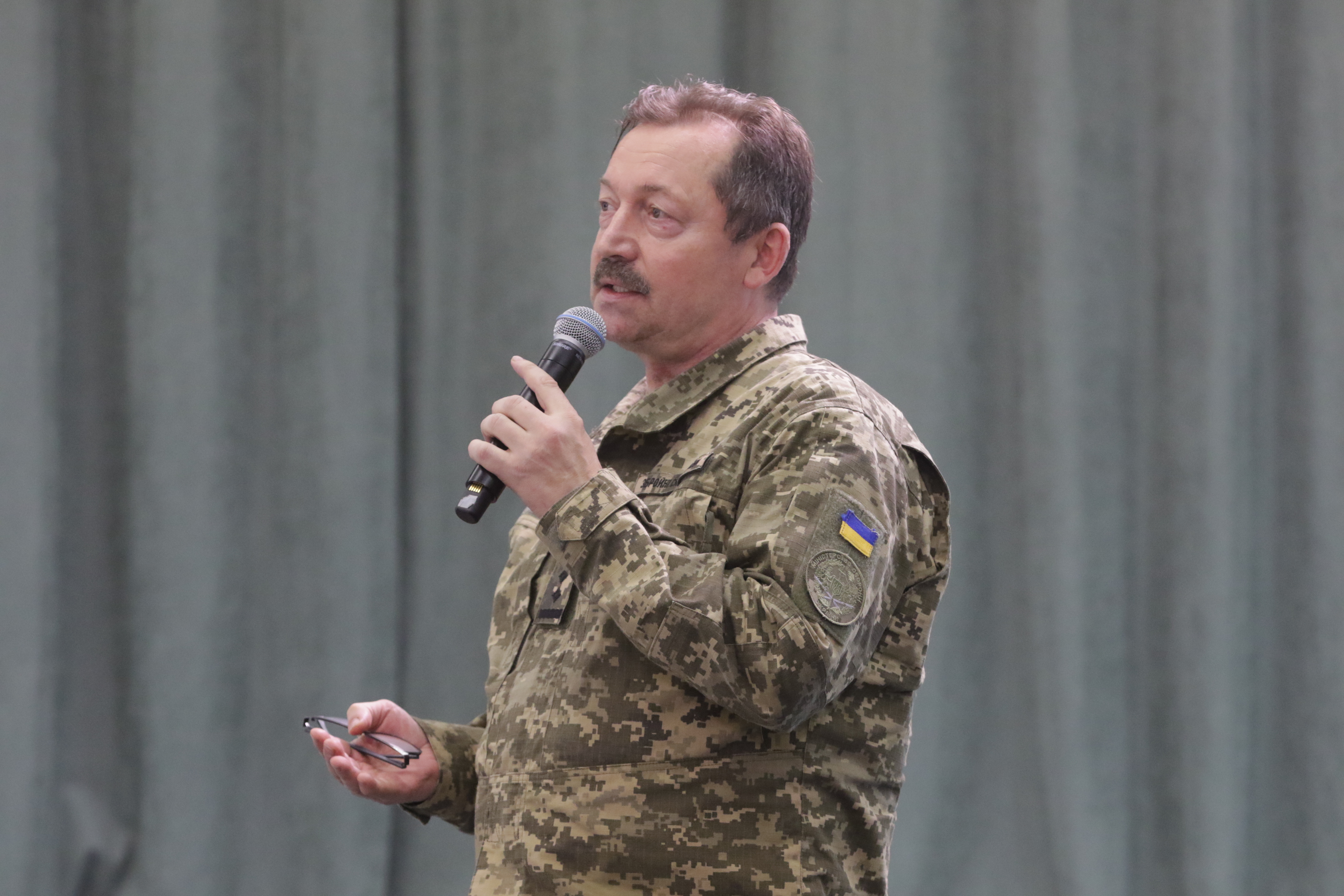
Брифінг у Military Media Center, 20 вересня 2022 р.

- 1983—1987 — навчання у Львівському вищому військово-політичному училищі, факультет культурно-просвітницької роботи.
- 2020 — 2022 — магістратура (журналістика), Відкритий міжнародний університет розвитку людини «Україна».

## Кар'єра
- 1981—1983 — служба у збройних силах Радянського Союзу в Центральній групі військ у Чехословаччині.
- 1987—1992 — начальник солдатського клубу полку ППО в Мурманській області.
- 1992 — повернувся в Україну, служив у внутрішніх військах Міністерства внутрішніх справ.
- 1992—1997 — служба у військовій частині 3007 (навчальна бригада) внутрішніх військ МВС України
- 1997—2005 — робота у пресслужбі внутрішніх військ,
- з 2004 — начальник пресслужби, прессекретар командувача внутрішніх військ.
- 2004—2005 — відповідальний редактор часопису ВВ МВС України «Слово честі»
- з 2005 — начальник Центру громадських зв'язків (нині — відділу зв'язків з громадськістю) київської міліції.
- з листопада 2011 — начальник управління зв'язків з громадськістю Міністерства внутрішніх справ України.
- з червня 2013 — прессекретар Державного підприємства «Документ».
- з жовтня 2020 — керівник пресслужби Державного підприємства «Український державний центр радіочастот».
- з березня 2022 — підполковник Збройних Сил України, спеціальний кореспондент інформаційного агентства МО України АрміяInform.
- з 31 травня 2023 — начальник відділу інформаційного агентства МО України АрміяInform.
- з 25 вересня 2023 — прессекретар Державного підприємства «Документ».
- з 16 вересня 2024 — головний спеціаліст ГУ МОУ. Володимир Поліщук, соцзахист, АрміяInform

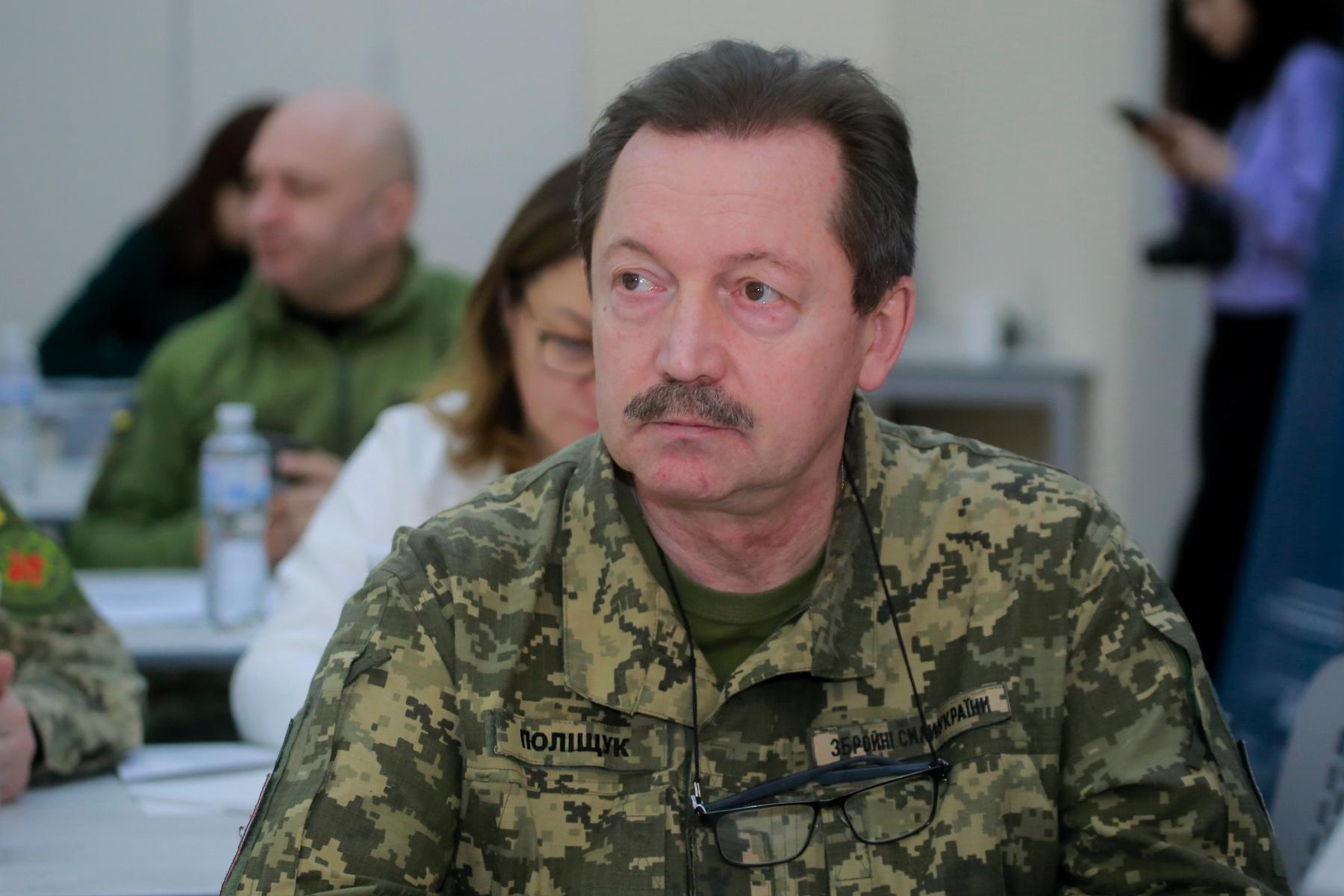
Володимир Поліщук, соцзахист, АрміяInform

## Сім'я
Одружений, дружина Мілада — літературний редактор, син Дмитро — відеоінженер, спеціаліст ІТ; має двох онуків та онучку.